# Tupering

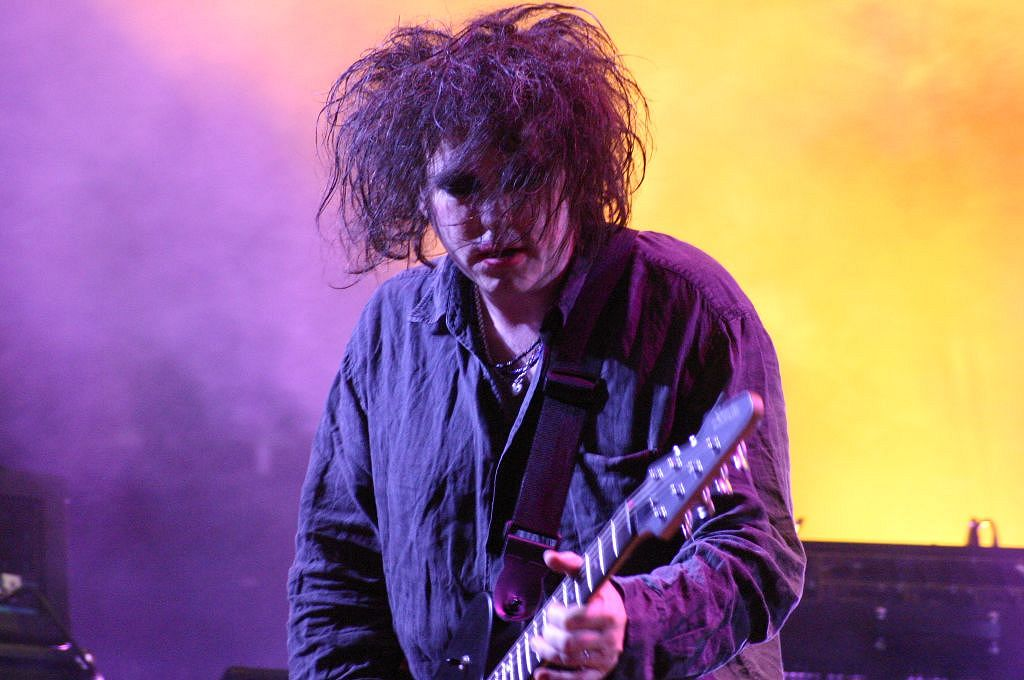
Robert Smith i tuperad frisyr.

Tupering eller toupering är en metod för att få en frisyr större. Detta åstadkoms genom att "rufsa" till det nära skalpen. Detta görs vanligtvis med kam eller med händerna. För att få bäst resultat använder man oftast en stålkam med tätsittande tänder. För att fixera frisyren används i allmänhet hårspray som sprutas i hårbottnen.
Tupering sliter på håret och kan även orsaka tovor som är svåra att reda ut. 
Tuperade frisyrer är populära bland många artister. Till exempel har sångaren Alice Cooper ofta tuperat sitt hår i samband med konserter.